# Ulimorelin
Ulimorelin (INN, USAN) (tên mã phát triển TZP-101) là một loại thuốc có cấu trúc peptide tuần hoàn đã được sửa đổi, hoạt động như một chất chủ vận chọn lọc của thụ thể tiết ra hormone tăng trưởng ghrelin (GHSR-1a). Không giống như nhiều loại thuốc có liên quan, ulimorelin có ít hoặc không ảnh hưởng đến hormone tăng trưởng (GH) giải phóng ở chuột. Tuy nhiên, giống như ghrelin và các chất chủ vận ghrelin khác, ulimorelin không kích thích giải phóng GH khi tăng đồng thời yếu tố tăng trưởng giống như insulin 1 (IGF-1) ở người. Nó đã được nghiên cứu để tăng cường nhu động đường tiêu hóa, đặc biệt là trong dạ dày  và hỗ trợ phục hồi chức năng ruột sau phẫu thuật đường tiêu hóa, trong đó thuốc giảm đau opioid được sử dụng để giảm đau sau phẫu thuật có thể làm nặng thêm tình trạng táo bón hiện có. Trong khi ulimorelin đã được chứng minh là tăng cả nhu động ruột trên và dưới ở chuột, và cho thấy kết quả khả quan ban đầu ở người, nó thất bại trong thử nghiệm lâm sàng quan trọng trong hậu phẫu ruột.
Một tác dụng phụ phổ biến của ghrelin là giảm huyết áp. Ulimorelin đã được chứng minh để ức chế sự co mạch của động mạch chuột in vitro gợi ra bởi các chất chủ vận α1 -adrenoceptors phenylephrine và methoxamine, và tăng sức căng động mạch ở nồng độ cao. Tuy nhiên, ảnh hưởng đến huyết áp không được quan sát thấy trong các thử nghiệm lâm sàng ở người.